# Roberto López Ufarte
Roberto López Ufarte, né le 19 avril 1958 à Fès (Maroc), est un footballeur espagnol qui jouait au poste d'ailier gauche. Il effectue l'essentiel de sa carrière avec la Real Sociedad.

## Biographie
López Ufarte naît au Maroc où ses parents, catalan et andalouse, étaient partis travailler. À l'âge de huit ans, la famille s'installe à Irún (Pays basque) où López Ufarte commence à jouer au football.

### Clubs
Il débute à l'âge de quinze ans en Troisième division avec Real Unión de Irún. Peu après il signe un contrat avec la Real Sociedad bien qu'il reste une saison en prêt à Irún. 
López Ufarte débute avec la Real Sociedad le 30 novembre 1975 lors d'un derby face à l'Athletic Bilbao (défaite 2 à 0). Avec la Real Sociedad, López Ufarte joue un total de 363 matchs de championnat, inscrivant 101 buts (474 matchs et 127 buts en tout).
Avec des joueurs comme Luis Arconada, Jesús María Zamora et Jesús María Satrústegui, il fut un élément important de l'équipe qui remporta deux fois de suite le Championnat d'Espagne en 1981 et 1982. Il fait aussi partie de l'équipe qui remporte la Coupe d'Espagne en 1987 (il inscrit le premier but en finale face à l'Atlético Madrid).
En 1987, il est recruté par l'Atlético Madrid, il joue 27 matchs et marque 8 buts. En 1988, il signe avec le Real Betis où il joue 28 matchs et marque 3 buts. Il met un terme à sa carrière de joueur en 1989.
López Ufarte rejoint ensuite le staff de la Real Sociedad où il est l'assistant de plusieurs entraîneurs.
Depuis 1982, un tournoi de catégorie cadets organisé par le Club Deportivo Dunboa-Eguzki porte son nom.

### Équipe nationale
Roberto López Ufarte joue 15 matchs avec l'équipe d'Espagne et marque 5 buts. Il débute à Berne le 21 septembre 1977 lors d'un match face à la Suisse, il marque le but de la victoire 2 à 1.
Son dernier match avec l'Espagne a lieu le 2 juillet 1982 contre l'Allemagne lors de la Coupe du monde.
Il joue également 4 matchs avec l'équipe du Pays basque.

### Entraîneur
Pendant 12 ans, López Ufarte fait partie du staff de la Real Sociedad (1991-2002). Entre 2009 et 2012 il est directeur sportif de la Real Unión de Irún.
En 2013, il travaille au Vanuatu dans des tâches de développement du football.
Il travaille aussi comme consultant à la télévision espagnole.
Actuellement, il travaille comme assistant au Wydad Athletic Club (Maroc).

## Palmarès
Avec la Real Sociedad :
- Champion d'Espagne en 1981 et 1982
- Vainqueur de la Supercoupe d'Espagne en 1982
- Vainqueur de la Coupe d'Espagne en 1987
- Avec le Wydad Athletic Club autant qu’assistant d'entraîneur : Championnat du Maroc 2014-2015